# Cuereta de Txukotka
La cuereta de Txukotka (Motacilla tschutschensis) és un ocell de la família dels motacíl·lids (Motacillidae).

## Hàbitat i distribució
Habita zones humides litorals del nord-est d'Àsia, a Rússia oriental i nord-est de la Xina i Alaska.